# Петербургский международный экономический форум
Петербургский международный экономический форум (ПМЭФ) — ежегодное деловое российское мероприятие в экономической сфере, проводимое в Санкт-Петербурге с 1997 года, и с 2005 года — при участии президента России. Основную аудиторию форума составляют руководители крупнейших российских и иностранных компаний, главы государств и политические лидеры, председатели правительств, вице-премьеры, министры, губернаторы. С 2001 признаётся в деловой среде главным подобным экономическим форумом в СНГ.
Ключевая миссия форума — быть практическим инструментом для бизнеса, позволяющим преодолевать барьеры, разделяющие Россию и другие страны, — как географические, так и информационные. Ежегодно на площадках форума заключаются сотни соглашений и инвестиционных договоров на крупные суммы (как при работе внутри РФ, так и при привлечении иностранных инвестиций).

## История
I Петербургский международный экономический форум был проведён 18—20 июня 1997 года под эгидой Совета Федерации, Межпарламентской ассамблеи государств — участников СНГ и при поддержке правительства России. В нём приняли участие более 1,5 тысячи человек из 50 стран мира. На форуме были подписаны кредитные соглашения между правительствами России и Беларуси на сумму 500 млрд рублей. В первый же год проведения форум получил в прессе название «Российский Давос».
В 1998 году в Санкт-Петербурге был образован «Международный фонд „Петербургский экономический форум“», ответственность за деятельность которого была возложена на Германа Грефа, занимавшего на тот момент должность вице-губернатора Санкт-Петербурга, председателя комитета по управлению городским имуществом. Имущественный взнос в фонд был осуществлён также и Ленинградской областью. Обоснование выделения средств в распоряжении губернатора Ленинградской области:

В целях содействия в создании Петербургского экономического форума как постоянно действующего органа, ежегодно проводимого в Санкт-Петербурге, направленного на развитие предпринимательства в Российской Федерации, поддержание экономических, культурных и иных связей, объединение усилий международного бизнеса для привлечения инвестиций в экономику России.— распоряжение Ленинградской области от 21 апреля 1998 года № 221/1-РГ
В 1999 году президент России Борис Ельцин подписал распоряжение, в котором согласился с проведением в Санкт-Петербурге экономического форума, и предложил «Международному фонду „Петербургский экономический форум“» выделить необходимые средства и оказать организационную помощь. Кроме того, правительству России также было рекомендовано оказать возможную финансовую и организационную помощь Совету Федерации и Межпарламентской ассамблеей государств — участников СНГ.
До 2004 года основными организаторами ПМЭФ оставались Совет Федерации и Межпарламентская ассамблея СНГ. В 2004 году в организационный комитет форума вошли председатель Совета Федерации Сергей Миронов (председатель оргкомитета) и министр экономического развития и торговли Российской Федерации Герман Греф (сопредседатель).
В 2005 году в форуме впервые принял участие президент России Владимир Путин. Таким образом, форум получил неформальный статус «президентского».
В 2006 году президент России поддержал предложение правительства России о проведении экономического форума в Санкт-Петербурге. При этом ответственным за организацию определено Минэкономразвития России, которое должно учесть опыт проведения предыдущих форумов Советом Федерации и Советом Межпарламентской ассамблеи государств — участников СНГ. Таким образом, форум под эгидой министерства является скорее преемником предыдущего ПМЭФ, чем его продолжением.
С учётом решения президента России, в организационный комитет форума были внесены существенные изменения, а пост его председателя занял Герман Греф, являвшийся на тот момент министром экономического развития и торговли Российской Федерации. При этом Сергей Миронов перешёл на позицию сопредседателя оргкомитета, которую сохранял до ухода из Совета Федерации в середине 2011 года.

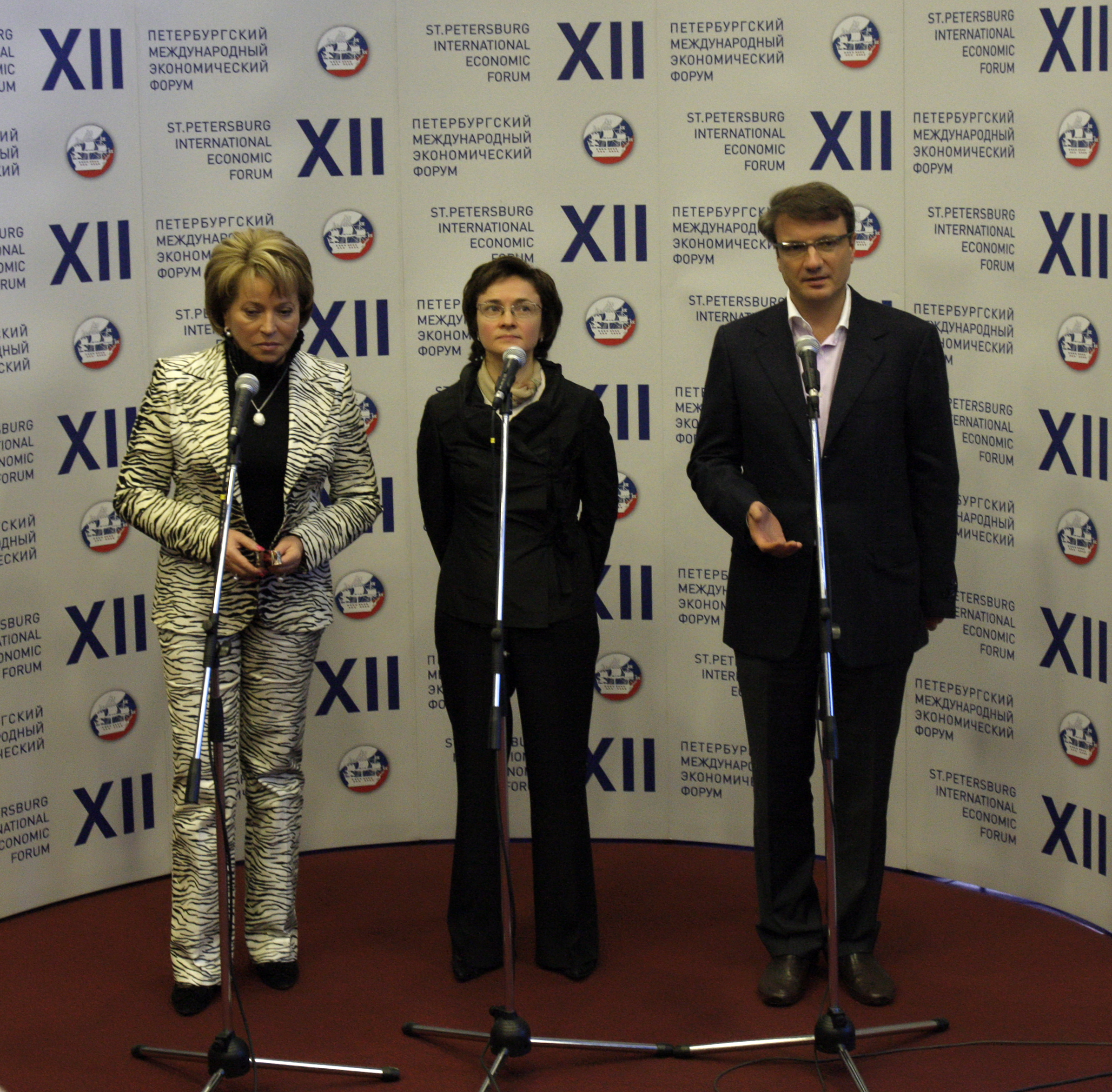
Пресс-подход по итогам проведения оргкомитета по подготовке к XII ПМЭФ: Валентина Матвиенко, Эльвира Набиуллина, Герман Греф

Под эгидой Минэкономразвития России началось обновление форума. С 2006 года ПМЭФ проводится на территории выставочного комплекса «Ленэкспо», расположенного на Васильевском острове Санкт-Петербурга. До этого форум проходил в Таврическом дворце, являющемся штаб-квартирой Межпарламентской Ассамблеи государств — участников СНГ. Для решения организационно-технических задач форума в марте 2007 года создан фонд «Петербургский международный экономический форум». Директором фонда назначен Антон Троянов.
Впервые в обновлённом формате форум был проведён в 2007 году, организованный фондом «ПМЭФ» под руководством оргкомитета. В этом же году началось сотрудничество Всемирного экономического форума и ПМЭФ. 25 января 2007 года между Петербургским международным экономическим форумом и Всемирным экономическим форумом в Давосе подписан меморандум об участии ВЭФ в работе Петербургского форума.
В 2007 году Герман Греф перешёл из Минэкономразвития России в Сбербанк России, в связи с этим организационный комитет возглавила назначенная в том же году на пост министра экономического развития Российской Федерации Эльвира Набиуллина.
22 января 2008 года Владимир Путин указом постановил образовать новый оргкомитет форума и утвердил его положение. Одновременно правительству России было поручено выделять средства на подготовку и проведение ПМЭФ. Согласно положению, председателем организационного комитета являлся министр экономического развития (и торговли) Российской Федерации, то есть «по должности», которым, в свою очередь, утверждался состав оргкомитета.
В новом составе оргкомитета Герман Греф занял позицию сопредседателя. С 2008 года Сбербанк России является крупнейшим спонсором форума (генеральным партнёром).
В 2008—2011 годах форум проходил с участием Дмитрия Медведева, занимавшего пост президента России, в то время как Владимир Путин являлся председателем правительства. На одном из правительственных заседаний премьер-министр выразил недовольство своим коллегам в связи с их участием в форуме.
По данным СМИ, после форума 2008 года на заседании президиума правительства первый заместитель председателя правительства РФ Игорь Шувалов, выступивший на ПМЭФ с докладом, вызвавшим широкий резонанс у инвесторов, получил устный выговор от Владимира Путина.

«Разъезжать по различным мероприятиям — это важное, конечно, дело, но надо смотреть, и чем люди живут!».— Владимир Путин, председатель правительства РФ, 2008 год
Вместе с тем, Владимир Путин произнёс эту фразу после высказывания министра сельского хозяйства Алексея Гордеева и не обращался непосредственно к кому-либо.
В апреле 2009 года директором фонда «ПМЭФ» назначен Александр Стуглев, сменивший на этом посту Антона Троянова. Александр Стуглев также входит в состав организационного комитета (по должности). В этом же году губернатором Санкт-Петербурга Валентиной Матвиенко было подписано постановление «О ежегодном проведении „Петербургского международного экономического форума“», которым определены основные вопросы взаимодействия города и оргкомитета форума, фонда «ПМЭФ» по организации мероприятия, а также сформирован координационный комитет.
В мае 2012 года председателем оргкомитета форума стал новый министр экономического развития Российской Федерации — Андрей Белоусов. В 2012 году ПМЭФ проводился 21—23 июня. Архитектура программы была сформирована по четырём темам: «Создание надёжного будущего», «Российский потенциал в действии», «В авангарде инноваций» и «Встречи, меняющие мир». В форуме традиционно принял участие президент России. После четырёхлетнего перерыва ПМЭФ снова проходил с участием Владимира Путина, избранного на должность президента в том же году.
В пленарном заседании также участвовал президент Финляндии Саули Нийнистё. Кроме того, ожидалось участие президента Пакистана Асиф Али Зардари, но ровно за день (20 июня) он отказался из-за проблем во внутренней политике (Верховный суд Пакистана постановил, что премьер-министр незаконно занимает свой пост).
В июне 2013 года председателем организационного комитета стал новый министр экономического развития РФ — Алексей Улюкаев. При этом непосредственно курировал организацию форума и формирование деловой программы заместитель министра Сергей Беляков.
В 2014 году Петербургский международный экономический форум оказался в центре событий, связанных с войной на Украине. Из-за напряжения дипломатических связей России с рядом западных государств, от участия в форуме отказались главы крупнейших компаний США, некоторых стран Европы и ряда других государств. При этом официальный представитель Белого дома подтвердил журналистам информацию о том, что администрация президента США обсуждала с топ-менеджерами возможность их отказа от участия в ПМЭФ. В частности, на форум не приехали главы Boeing, International Paper, Goldman Sachs, ConocoPhillips, Siemens и другие. По мнению организаторов форума, отсутствие ряда международных корпораций не повлияло на формирование деловой программы.
В 2014 году Сергей Беляков был уволен с государственной гражданской службы и в сентябре того же года назначен на должность председателя правления фонда «Петербургский международный экономический форум». В ноябре 2014 года министр А. Улюкаев перестал быть председателем организационного комитета, на эту позицию президент РФ назначил вице-премьера — руководителя аппарата Правительства РФ Сергея Приходько. C этого момента организация форума осуществляется на уровне Аппарата Правительства РФ, а не Министерства экономического развития, как это было ранее.
4 декабря 2015 года Фонд «ПМЭФ» переименован в Фонд «Росконгресс».
В 2021 году ПМЭФ проходил со 2 по 5 июня. В 2020 году из-за пандемии COVID-19 мероприятие вынужденно отменили.
В 2022 году в юбилейном 25-м Петербургском международном экономическом форуме приняли участие представители запрещенной в России террористической организации Талибан.

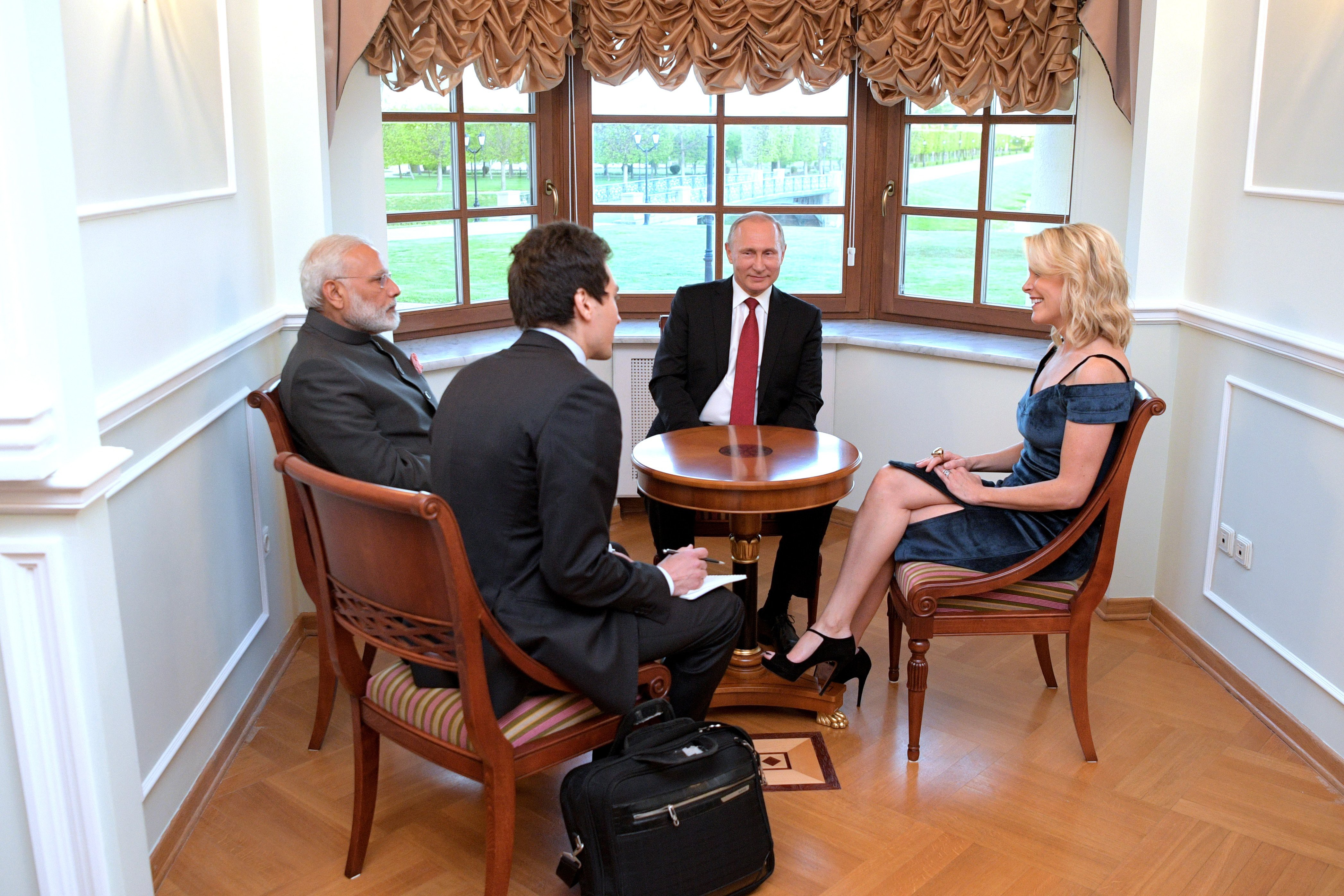
Владимир Путин и Нарендра Моди на встрече с журналисткой NBC Мегин Келли, 1 июня 2017
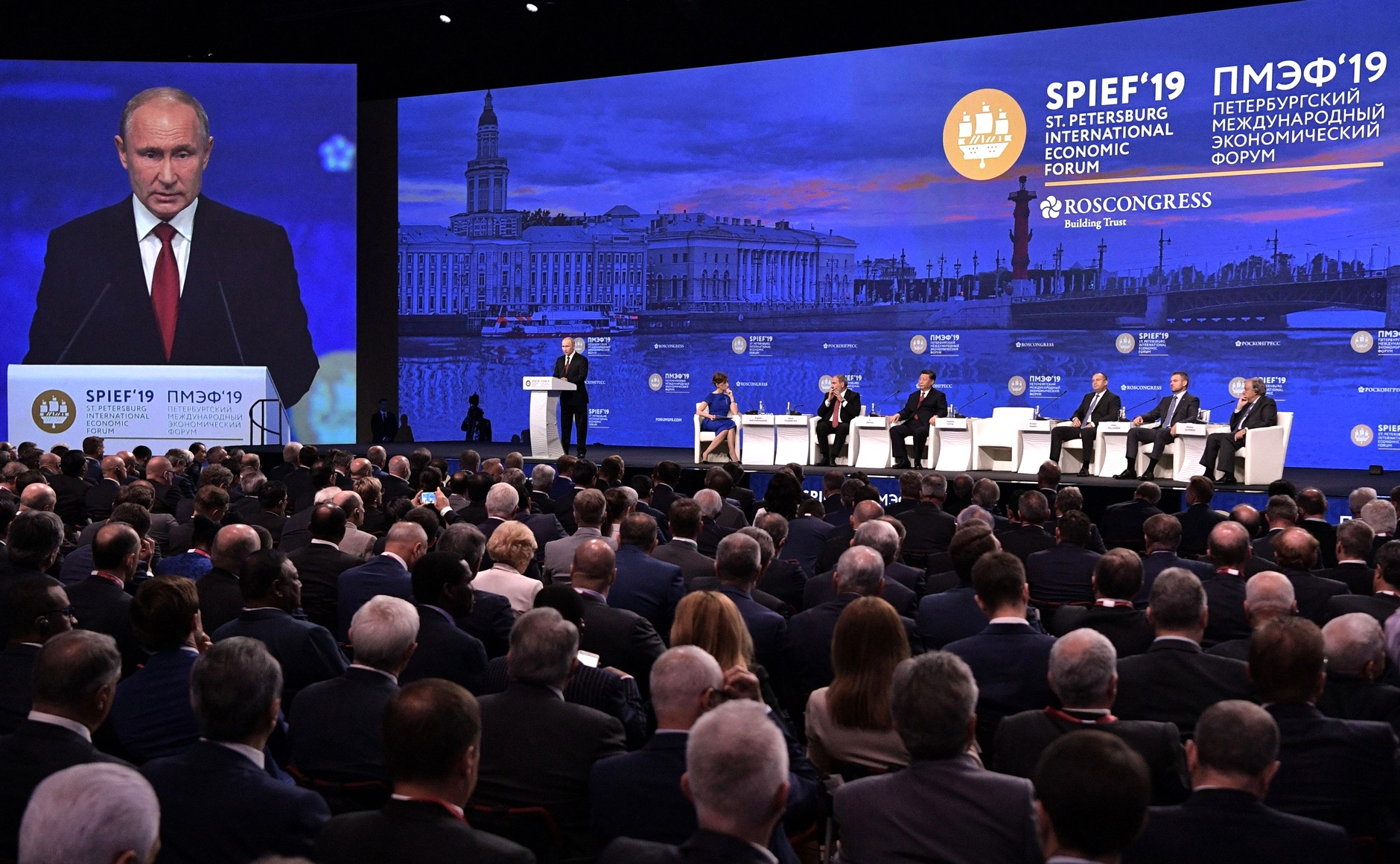
Выступление Владимира Путина на ПМЭФ 2019 года
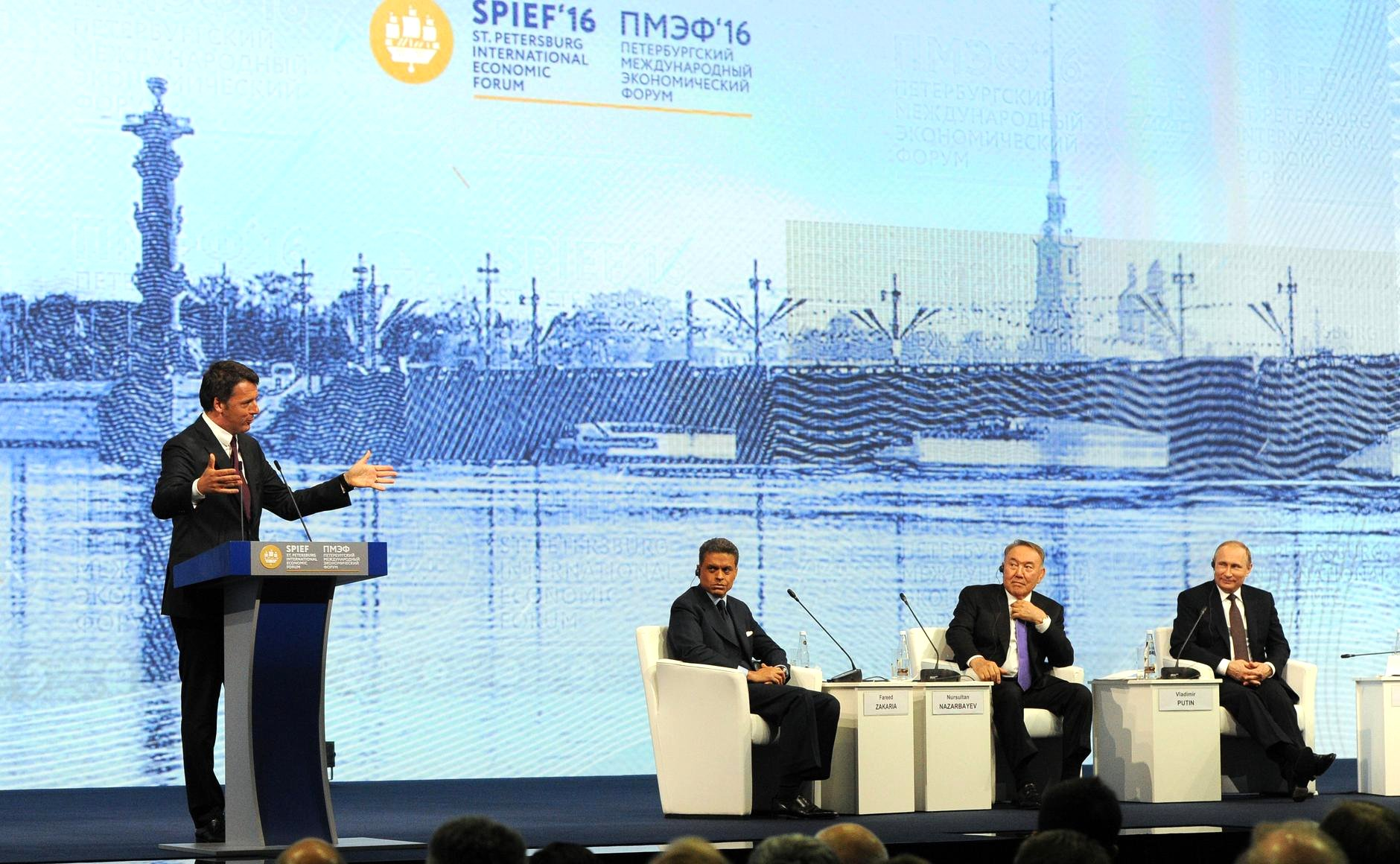
Маттео Ренци, журналист CNN Фарид Закария, Нурсултан Назарбаев и Владимир Путин, 17 июня 2016
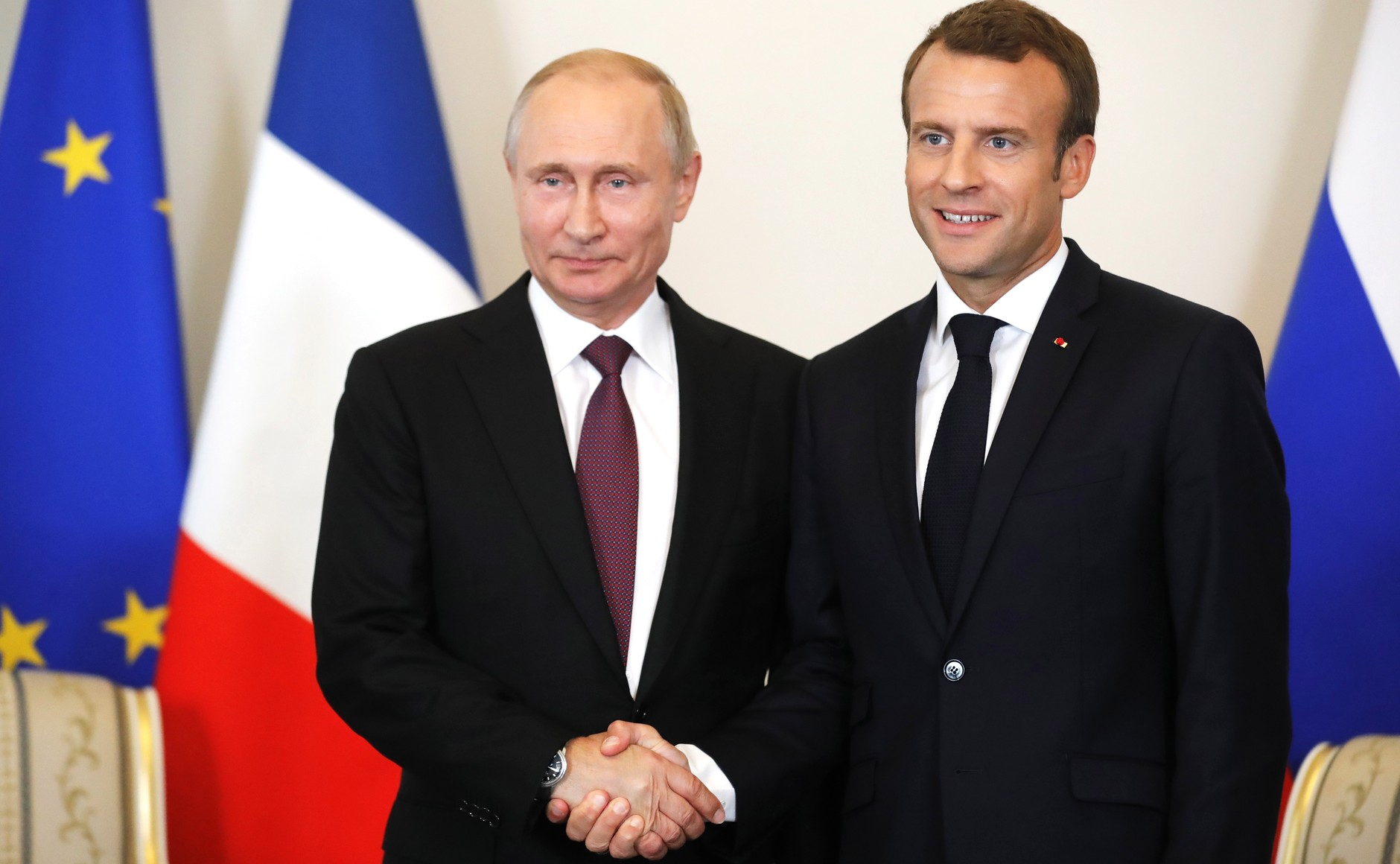
Встреча Владимира Путина и Эммануэля Макрона, 24 мая 2018 года

### Хронологическая таблица ПМЭФ
| Даты проведения                                               | Данные по участникам | Бюджет форума (млн руб.) | Объём подписанных соглашений | Описание программы, детали форума |
| ------------------------------------------------------------- | --- | ------------------------ | --- | --- |
| I Петербургский международный экономический форум             | |                          | | |
| 18—20 июня 1997 года                                          | Более 1500 участников. | Нет данных               | Было представлено более 700 проектов, подписано 52 инвестиционных контракта на сумму более $2,5 млрд. | Форум ориентирован на проблемы интеграции в странах СНГ. |
| II Петербургский международный экономический форум            | |                          | | |
| 17—19 июня 1998 года                                          | Около 2600 участников, из которых 212 — СНГ, а 109 — дальнее зарубежье. Ключевые участники: председатель правительства Российской Федерации Сергей Кириенко, президент Беларуси Александр Лукашенко. | Нет данных               | Подписано 52 договора и протокола о намерениях на общую сумму $ 2,5 млрд | 28 круглых столов, распределённых по пяти тематическим блокам: «СНГ — пути дальнейшего экономического развития», «Проблемы сотрудничества в отраслях и сферах экономики», «Экономическое сотрудничество и развитие регионов», «Проблемы экологии, социальной политики и культуры» и «В расчёте на инвестиции». |
| III Петербургский международный экономический форум           | |                          | | |
| 16—17 июня 1999 года                                          | Более 2000 участников из 57 государств, в том числе из 11 государств — участников СНГ. Ключевые участники: председатель правительства Российской Федерации Сергей Степашин, председатель Совета Федерации Егор Строев, председатель Государственной думы Геннадий Селезнёв, директор-распорядитель МВФ Мишель Камдессю.                                                                                  | Нет данных               | Было заключено около 2 тыс. договоров на общую сумму порядка $4 млрд. | 2 пленарных заседания и 14 круглых столов. |
| IV Петербургский международный экономический форум            | |                          | | |
| 13—15 июня 2000 года                                          | Более 2000 участников. | Нет данных               | Было заключено более 2 тыс. инвестиционных договоров. | Девиз форума: «Стратегия на XXI век: солидарные усилия ради созидания и безопасного развития». Проведено 2 пленарных заседания и 21 круглый стол, 1 телемост Москва — Париж между членами Совета Федерации и сенаторами Франции. |
| V Петербургский международный экономический форум             | |                          | | |
| 12—16 июня 2001 года                                          | Более 2000 участников. Ключевые участники: премьер-министр Чехии Милош Земан и председатель совета парламента Румынии Николае Вэкэрою. | Нет данных               | Общая сумма заключённых контрактов не публиковалась. По данным СМИ, соглашения на сумму в $200 млн были заключены между РФ и Чехией. Европейский банк реконструкции и развития (ЕБРР) выделил России кредиты на различные проекты общей стоимостью $1 млрд. | Девиз форума: «XXI век: инновационное развитие во благо человека». Проведено 2 пленарных заседания и 16 круглых столов, на которых выступили более 350 участников. |
| VI Петербургский международный экономический форум            | |                          | | |
| 18—22 июня 2002 года                                          | Более 2000 участников из России и 47 государств. Форум посетили премьер-министр РФ Михаил Касьянов, генеральный директор Всемирной торговой организации Майкл Мур. | Нет данных               | По данным СМИ, соглашения на сумму в $200 млн были заключены между РФ и Чехией. Европейский банк реконструкции и развития выделил России кредиты на различные проекты общей стоимостью $1 млрд. Общая сумма заключённых контрактов не публиковалась. | Девиз форума: «Россия, СНГ на пути устойчивого развития: проблемы управления». Проведено 2 пленарных заседания, 4 секционные дискуссии и более 17 круглых столов. |
| VII Петербургский международный экономический форум           | |                          | | |
| 17—21 июня 2003 года                                          | Около 2500 участников из 48 стран. Ключевые участники: президент ЕБРР Жан Лемьер, генеральный секретарь ОЭСР Дональд Джонстон, председатель Латиноамериканского парламента Ней Лопес и другие. | Нет данных               | Общая сумма заключённых контрактов не публиковалась. Одним из результатов работы форума стало подписание протокола между финансово‑промышленной группой «Альфагрупп» и инвестиционной компанией «Дальинком» о намерении строительства бизнес‑центров в Хабаровске, Владивостоке, Южно‑Сахалинске. Европейский банк реконструкции и развития подписал контракт с ОАО «Ленэнерго» на сумму 40 миллионов долларов. | Отличительной особенностью форума было его проведение в дни юбилейных торжеств, посвящённых 300-летию Санкт-Петербурга. Девиз форума: «Эффективная экономика — достойная жизнь». Проведено 2 пленарных заседания и 20 круглых столов. |
| VIII Петербургский международный экономический форум          | |                          | | |
| 15—19 июня 2004 года                                          | Свыше 3000 участников из 50 стран мира. Ключевые участники: председатель правительства Российской Федерации Михаил Фрадков, премьер-министр Украины Виктор Янукович, премьер-министр Молдовы Василий Тарлев. Работу форума открыл председатель Совета Федерации Сергей Миронов. | Нет данных               | Общая сумма заключённых контрактов не публиковалась. Среди итогов встречи — российско‑чешский промышленный проект на 57 миллионов евро. | Девиз форума такой же, как и в предыдущем году: «Эффективная экономика — достойная жизнь». Проведено 2 пленарных заседания и 25 круглых столов. При этом некоторые «столы» проходили под эгидой форума в Москве. Выступили более 550 человек. |
| IX Петербургский международный экономический форум            | |                          | | |
| 14—16 июня 2005 года                                          | Более 4000 участников, в том числе 25 министров и 7 глав парламентов других стран, 17 российских и 10 зарубежных глав регионов. Ключевой участник: президент Российской Федерации Владимир Путин. | Нет данных               | Нет данных | Девиз форума прежний: «Эффективная экономика — достойная жизнь». Проведено 2 пленарных заседания и более 30 круглых столов. Выступили более 500 человек. |
| X Петербургский международный экономический форум             | |                          | | |
| 14—17 июня 2006 года                                          | Ключевой участник: президент Российской Федерации Владимир Путин. | Нет данных               | В рамках ПЭФ были подписаны крупные соглашения о строительстве в городе автомобильного завода Nissan, состоялась закладка автомобильного завода General Motors под Санкт-Петербургом. Общая сумма заключённых контрактов составила $1 млрд. | Основная тема юбилейного форума: «Вызовы глобализации и конкурентные преимущества развивающихся стран». Основные темы касались преимуществ инвестирования в Россию, так как в этом году форум проходил уже под эгидой Минэкономразвития России. Например, на форуме было проведено заседание инвестиционной комиссии по отбору проектов, претендующих на реализацию за счёт средств Инвестиционного фонда РФ, что стало фактически презентацией запуска нового механизма частно-государственного партнёрства.                                                                                   |
| XI Петербургский международный экономический форум            | |                          | | |
| 8—10 июня 2007 года                                           | Более 8 тысяч участников, делегации из 76 стран (в том числе 9 глав иностранных государств и 3 премьер-министра), 340 представителей иностранного бизнеса из 65 стран. Ключевые участники: президент Российской Федерации Владимир Путин, президент Республики Казахстан Нурсултан Назарбаев, премьер-министр Норвегии Йенс Столтенберг.                                                                 | ~ 450                    | 13 церемоний подписания соглашений на общую сумму около $ 13,5 млрд, а также Россия и Китай подписали 18 соглашений на общую сумму свыше $ 1 млрд | Ключевое пленарное заседание называлось: «Конкурентоспособная Евразия — пространство доверия». Всего же было проведено 4 пленарных заседания и 14 панельных дискуссий. |
| XII Петербургский международный экономический форум           | |                          | | |
| 6—8 июня 2008 года                                            | 2300 участников и 800 журналистов. Участие в форуме приняли 12 глав государств и 78 представителей органов государственной власти, а также около 900 руководителей российского и 600 представителей иностранного бизнеса. | Нет данных               | Сумма сделок, заключённых на форуме, составила $ 14,6 млрд | Проведены 2 пленарных заседания, 11 конференций, 2 специальные рабочие сессии, 13 круглых столов. Также состоялась встреча руководителей 114 крупнейших иностранных корпораций с президентом России Дмитрием Медведевым. |
| (XIII) Петербургский международный экономический форум 2009   | |                          | | |
| 4—6 июня 2009 года                                            | Более 3500 участников, свыше 250 официальных делегаций из 73 стран (5 глав государств и правительств, 35 вице-премьеров и министров иностранных государств), около 400 отечественных и 300 зарубежных компаний. | 550                      | Заключено 14 соглашений на сумму $ 6,8 млрд | Деловая программа состояла из 3 дней: дня открытия Форума (4 июня), экономического дня (5 июня) и финансового дня (6 июня). Проведены 2 пленарных заседания (первое — с выступлением президента Российской Федерации Дмитрия Медведева), 25 рабочих сессий, 3 межстрановых бизнес-диалога. Общее количество выступающих — 278 человек. |
| (XIV) Петербургский международный экономический форум 2010    | |                          | | |
| 17—19 июня 2010 года                                          | 4200 участников из 87 стран, в том числе: 3 главы государства и главы правительств иностранных государств (президенты Армении, Македонии, Франции, премьер-министры Словении, Боснии и Герцеговины, Абхазии, Южной Осетии), 35 вице-премьеров и министров иностранных государств; 759 представителей иностранного бизнеса, 867 — российского.                                                            | 790                      | Подписано 47 инвестиционных соглашений и рамочных меморандумов о намерениях и сотрудничестве на общую сумму около 338 млрд руб., из них 18 инвестиционных контрактов (соглашений) на сумму 275,6 млрд руб. | Проведено 42 мероприятия деловой программы, включая 2 пленарных заседания, 26 панельных сессий, в том числе 2 в формате видеоконференции, и 6 круглых столов. В 2010 году прошли в новом для форума формате: теледебаты CNBC, 2 отраслевых завтрака, 5 брифингов, заседание Комиссии по модернизации и технологическому развитию экономики России. Выступили 346 участников. |
| (XV) Петербургский международный экономический форум 2011     | |                          | | |
| 16—18 июня 2011 года                                          | Форум посетили 4 тыс. человек из 74 стран, в том числе председатель КНР Ху Цзиньтао. | 880                      | Заключено более 50 соглашений на сумму более $7 млрд, самая крупная из сделок — заказ на постройку во Франции двух вертолётоносцев «Мистраль» для ВМФ России. | В мероприятиях программы приняли участие президент России Дмитрий Медведев, председатель КНР Ху Цзиньтао, премьер-министр Испании Хосе Луис Родригес Сапатеро, президент Финляндии Тарья Халонен, президент Казахстана Нурсултан Назарбаев. |
| (XVI) Петербургский международный экономический форум 2012    | |                          | | |
| 21—23 июня 2012 года                                          | 5347 участников более чем из 70 стран, включая 290 представителей официальных делегаций. Среди участников официальной программы было свыше 157 глав крупнейших иностранных и 447 глав российских компаний, из них 55 руководителей иностранных компаний и 23 руководителя российских компаний, входящих в рейтинги Forbes и Fortune.                                                                     | Нет данных               | Подписано 84 соглашения, из них девять соглашений-контрактов на сумму 360 млрд рублей (четыре — кредитные соглашения на 164,4 млрд руб.). | В деловой программе форума прошло более 70 мероприятий: круглые столы, дебаты, брифинги, панельные дискуссии, бизнес-диалоги, серии технологических презентаций, деловые обеды. В пленарном заседании выступили главы Финляндии и Пакистана. |
| (XVII) Петербургский международный экономический форум 2013   | |                          | | |
| 20—22 июня 2013 года                                          | 7190 участников, включая представителей СМИ, в том числе главы 176 крупнейших иностранных и 436 российских компаний, из них 91 руководитель входит в рейтинги Forbes и Fortune. Всего от бизнеса приехало 1992 представителя. Прессы — 1245 человек. | 1000                     | Подписано 102 соглашения на общую сумму 9,6 трлн руб. | Девиз форума 2013 года: «Перспективы глобальной экономики: время решительных действий». Проведено 74 мероприятия, плюс 14 мероприятий в рамках «Молодёжной двадцатки», 10 мероприятий «Деловой двадцатки» и 5 мероприятий делового форума «Россия — АСЕАН». Кроме президента России, в работе форума приняли участие канцлер Германии Ангела Меркель и премьер-министр Нидерландов Марк Рютте. |
| (XVIII) Петербургский международный экономический форум 2014  | |                          | | |
| 22—24 мая 2014 года                                           | Более 7500 участников, из них 248 глав крупнейших иностранных и 445 глав российских компаний. При этом 40 руководителей иностранных компаний и 24 руководителя российских компаний входят в рейтинги Forbes и Fortune. 219 представителей иностранных делегаций из 73 стран. Освещали работу Форума 1439 представителей СМИ из 24 стран.                                                                 | 1125                     | Подписано 175 соглашений на общую сумму 401,4 млрд руб. | Девиз форума 2014: «Укрепление доверия в эпоху преобразований». Проведено 82 мероприятия. В 2014 году на форум прибыло три главы иностранных государств. Всего в форуме участвовали представители 248 глав зарубежных и 445 руководителей российских компаний. |
| (XIX) Петербургский международный экономический форум 2015    | |                          | | |
| 18—20 июня 2015 года                                          | Более 10 тысяч участников из 120 стран, включая Россию, из них 486 глав крупнейших российских компаний и 319 глав иностранных компаний. Представителей СМИ — 2061 человек. | 1200                     | 205 соглашений на общую сумму 293,4 млрд руб. | Девиз форума 2015: «Время действовать: совместными усилиями к стабильному росту!». В рамках ПМЭФ состоялось более 150 мероприятий, среди которых — форумы ШОС и БРИКС, только по программе форума состоялось 84 мероприятия, это саммиты, панельные дискуссии, «круглые столы», брифинги, теледебаты. В этом Форуме приняли участие премьер-министр Греции Алексис Ципрас, председатель Китайской Народной Республики Си Цзиньпин, а также лидеры Кыргызстана, Мьянмы, Монголии, Саудовской Аравии, Бахрейна, Ирака.                                                                            |
| (XX) Петербургский международный экономический форум 2016     | |                          | | |
| 16—18 июня 2016 года                                          | Более 12 тыс. участников из 133 стран; более 600 глав российских компаний и около 300 глав иностранных компаний; 2651 представитель СМИ от 700 организаций. | 1800                     | Всего подписано 356 соглашений; сумма подписанных соглашений, информация о которых не является коммерческой тайной, составляет 1 трлн 46 млрд руб. | Юбилейный форум прошёл на новой площадке (в КВЦ «Экспофорум»). Девиз ПМЭФ 2016: «На пороге новой экономической реальности». На полях форума прошло более 300 мероприятий, в том числе: форумы ШОС, БРИКС, форум «Деловой двадцатки», встреча с выдающимися учёными, в которой приняли участие лауреаты Нобелевской премии. Участие в форуме приняли председатель Совета министров Италии Маттео Ренци, Президент Казахстана Нурсултан Назарбаев, Президент Гвинеи Альфа Конде, Генеральный секретарь ООН Пан Ги Мун, Председатель Еврокомиссии Жан-Клод Юнкер и другие высокопоставленные лица. |
| (XXI) Петербургский международный экономический форум 2017    | |                          | | |
| 1—3 июня 2017 года                                            | Более 14 000 представителей бизнеса, глав международных организаций, официальных лиц, экспертов, учёных и журналистов более чем из 143 стран мира. Среди них главы 700 компаний из России и 400 иностранных компаний. Работу Форума освещало более 3000 журналистов, представляющих 800 СМИ из 45 стран.                                                                                                 |                          | Всего подписано 475 инвестиционных соглашений, меморандумов и соглашений о намерениях на общую сумму 1 трлн 817,9 млрд рублей (учтены соглашения, сумма которых не является коммерческой тайной). | Программа Форума была разработана при участии более 500 ведущих экспертов из России, Европы, США, Австралии и стран Азии; это представители различных экономических школ, институтов развития, деловых кругов со всего мира. Глобальная экономика пытается нащупать новую точку баланса. Именно вокруг этой темы выстраивалось обсуждение глобального трека деловой программы Форума. |
| (XXII) Петербургский международный экономический форум 2018   | |                          | | |
| 24—26 мая 2018 года                                           | Всего ПМЭФ собрал на своей площадке более 17 тыс. участников из 143 стран мира. |                          | Было подписано 593 соглашения на общую сумму 2,625 трлн рублей. | Форум перенесён на май в связи с проведением в России Чемпионата мира по футболу. |
| (XXIII) Петербургский международный экономический форум 2019  | |                          | | |
| 6—8 июня 2019 года                                            | Форум посетили участники из 110 стран, в том числе 57 иностранных министров. В деловой программе участвовали 3,5 тысячи российских и иностранных компаний, из них более 570 иностранных и свыше 1,8 тысячи российских компаний были представлены на уровне руководителей. Представители от более чем 900 СМИ из 56 стран.                                                                                |                          | Было подписано 650 соглашений на общую сумму 3,1 трлн рублей. | Ключевая тема Петербургского международного экономического форума 2019 года — «Формируя повестку устойчивого развития». Основным событием Форума стало пленарное заседание с участием президента России Владимира Путина, председателя КНР Си Цзиньпина, президента Болгарии Румена Радева, премьер-министра Армении Никола Пашиняна, председателя Правительства Словакии Петера Пеллегрини и генерального секретаря ООН Антониу Гутерреша. |
| (XXIV) Петербургский международный экономический форум 2021   | |                          | | |
| 2—5 июня 2021 года                                            | Форум посетило около 13 500 участников из 141 страны. При этом 5000 из них — представители российских и иностранных компаний и 1500 из них — руководители. В работе Форума приняли участие 43 иностранных министра и 84 главы дипломатического корпуса из 93 стран. На площадках работали представители более 1000 организаций СМИ из 46 стран.                                                          |                          | Было подписано 890 соглашений. Общая сумма соглашений (учтены только соглашения, сумма которых не является коммерческой тайной) превысила 4 трлн 266 млрд 600 млн рублей. | |
| (XXV) Петербургский международный экономический форум 2022    | |                          | | |
| 15—18 июня 2022 года                                          | В форуме приняли участие 14 тыс. человек, представители 130 стран с учётом РФ, 79 государств прислали официальных представителей. |                          | Подписано 691 соглашение на сумму 5,639 трлн рублей (учтены только соглашения, сумма которых не является коммерческой тайной). | Главная тема ПМЭФ 2022: «Новый мир — новые возможности». Основная деловая программа форума разделена на четыре направления: «Новый экономический порядок: отвечая на вызов времени»; «Экономика России: новые задачи и горизонты»; «Инвестиции в развитие — инвестиции в человека»; «Современные технологии человечеству: создавая ответственное будущее». |
| (XXVI) Петербургский международный экономический форум 2023   | |                          | | |
| 14—17 июня 2023 года                                          | В форуме приняли участие 17 тыс. человек, представители 130 стран с учётом РФ. |                          | Подписано свыше 900 соглашений на сумму 3,860 трлн рублей. | Главная тема ПМЭФ 2023: «Суверенное развитие — основа справедливого мира. Объединим усилия во имя будущих поколений». Основная деловая программа форума была разделена на пять тематических направлений: «Выстраивая технологический суверенитет»; «Народосбережение и качество жизни — основной приоритет»; «Рынок труда: ответ на новые вызовы»; «Мировая экономика в эпоху глобального перелома»; «Российская экономика: от адаптации к росту». |
| (XXVII) Петербургский международный экономический форум 2024  | |                          | | |
| 5—8 июня 2024 года                                            | В форуме приняли участие 18,6 тыс. человек, представители 139 стран с учётом РФ. |                          | | |
| (XXVIII) Петербургский международный экономический форум 2025 | |                          | | |
| 18—21 июня 2025 года                                          | В форуме приняли участие 24200 человек из 140 стран и территорий. Наиболее многочисленные делегации прибыли из Индонезии (более 260), Китая (250), ОАЭ (более 120), Бахрейна (более 80), Саудовской Аравии (более 80). Почти в полном составе был представлен формат БРИКС+ (за исключением Ирана), а также все страны-партнёры объединения. Увеличилось число представителей стран АСЕАН в четыре раза. |                          | По итогам работы Форума было подписано 1084 соглашения на общую сумму 6 трлн 480 млрд 869 млн рублей (учтены соглашения, сумма которых не является коммерческой тайной). Наиболее крупные соглашения заключили АО «ГК НПС» (НацПроектСтрой), ГК развития «ВЭБ.РФ», ОАО «РЖД», АО «Альфа-Банк», АО «Объединенная судостроительная корпорация» (ОСК), Технопромэкспорт» (ГК «Ростех») и АО «ИваМарис».            | |

### Главы государств и правительств, принимавшие участие в форуме
В список включались первые лица стран, участвовавшие в мероприятиях форума, а также на площадках, проходивших в рамках ПМЭФ.
| Страна             | Наименование должности                     | Участник                  | Фотография                  | Годы участия            | Прим.                             |
| ------------------ | ------------------------------------------ | ------------------------- | --------------------------- | ----------------------- | --------------------------------- |
| Австрия            | Федеральный канцлер Австрии                | Кристиан Керн             |                             | 2017                    | [ 87 ]                            |
| Азербайджан        | Президент Азербайджана                     | Ильхам Алиев              |                             | 2005, 2007—2009         | [ 6 ] [ 88 ] [ 89 ] [ 90 ] [ 91 ] |
| Алжир              | Президент Алжира                           | Абдельмаджид Теббун       |                             | 2023                    | [ 92 ]                            |
| Армения            | Президент Армении                          | Роберт Кочарян            |                             | 2007                    | (недоступная ссылка)              |
| Армения            | Президент Армении                          | Серж Саргсян              |                             | 2008—2010               | [ 91 ] [ 94 ] [ 95 ]              |
| Армения            | Президент Армении                          | Ваагн Хачатурян           |                             | 2022, 2023              | [ 96 ]                            |
| Беларусь           | Президент Беларуси                         | Александр Лукашенко       |                             | 1998, 2007, 2008        | [ 97 ]                            |
| Гвинея             | Президент Гвинеи                           | Альфа Конде               |                             | 2016                    | [ 98 ]                            |
| Германия           | Федеральный канцлер Германии               | Ангела Меркель            |                             | 2013                    | [ 99 ]                            |
| Греция             | Премьер-министр Греции                     | Алексис Ципрас            |                             | 2015                    | [ 100 ]                           |
| Грузия             | Президент Грузии                           | Михаил Саакашвили         |                             | 2007, 2008              | [ 101 ]                           |
| Египет             | Президент Египта                           | Абдул-Фаттах Ас-Сиси      |                             | 2022                    | [ 102 ]                           |
| Индия              | Премьер-министр Индии                      | Нарендра Моди             |                             | 2017                    | [ 87 ]                            |
| Италия             | Председатель Совета министров Италии       | Маттео Ренци              |                             | 2016                    | [ 103 ]                           |
| Казахстан          | Президент Казахстана                       | Нурсултан Назарбаев       |                             | 2007, 2008, 2011, 2016  | [ 104 ] [ 105 ] [ 106 ]           |
| Казахстан          | Президент Казахстана                       | Касым-Жомарт Токаев       |                             | 2022                    | [ 107 ]                           |
| Китай              | Председатель Китайской Народной Республики | Ху Цзиньтао               |                             | 2011                    | [ 108 ]                           |
| Китай              | Председатель Китайской Народной Республики | Си Цзиньпин               |                             | 2016, 2022              | [ 5 ] [ 109 ]                     |
| Кыргызстан         | Президент Кыргызстана                      | Курманбек Бакиев          |                             | 2007, 2008              | [ 110 ] [ 111 ]                   |
| Кыргызстан         | Президент Кыргызстана                      | Алмазбек Атамбаев         |                             | 2012, 2015              | [ 112 ]                           |
| Молдова            | Президент Молдовы                          | Владимир Воронин          |                             | 2007, 2008              | [ 113 ]                           |
| Молдова            | Президент Молдовы                          | Игорь Додон               |                             | 2017                    | [ 87 ]                            |
| Монголия           | Премьер-министр Монголии                   | Чимэдийн Сайханбилэг      | Chimediin Saikhanbileg 2015 | 2015                    | [ 114 ]                           |
| Нидерланды         | Премьер-министр Нидерландов                | Марк Рютте                |                             | 2013                    | [ 115 ]                           |
| Россия             | Президент России                           | Владимир Путин            |                             | 2005—2007, 2012 — н. в. | —                                 |
| Россия             | Президент России                           | Дмитрий Медведев          |                             | 2008—2011               | —                                 |
| Северная Македония | Президент Северной Македонии               | Бранко Црвенковски        |                             | 2008                    | [ 116 ] [ 117 ]                   |
| Северная Македония | Президент Северной Македонии               | Георге Иванов             |                             | 2010                    | [ 118 ]                           |
| Таджикистан        | Президент Таджикистана                     | Эмомали Рахмонов          |                             | 2007, 2008              | —                                 |
| Туркменистан       | Президент Туркменистана                    | Гурбангулы Бердымухамедов |                             | 2007, 2008              | —                                 |
| Узбекистан         | Президент Узбекистана                      | Ислам Каримов             |                             | 2007, 2008              | —                                 |
| Украина            | Президент Украины                          | Виктор Ющенко             |                             | 2007, 2008              | [ 119 ]                           |
| Филиппины          | Президент Филиппин                         | Глория Макапагал-Арройо   |                             | 2009                    | [ 120 ]                           |
| Финляндия          | Президент Финляндии                        | Тарья Халонен             |                             | 2009, 2011              | [ 121 ]                           |
| Финляндия          | Президент Финляндии                        | Саули Нийнистё            |                             | 2012                    | [ 122 ]                           |
| Франция            | Президент Франции                          | Николя Саркози            |                             | 2010                    | [ 123 ] [ 124 ]                   |
| Франция            | Президент Франции                          | Эмманюэль Макрон          |                             | 2018                    |                                   |
| Шри-Ланка          | Президент Шри-Ланки                        | Махинда Раджапакса        |                             | 2011                    | [ 125 ]                           |
| Япония             | Премьер-министр Японии                     | Синдзо Абэ                |                             | 2018                    |                                   |

## Особенности организации и проведения ПМЭФ

### Организационный комитет

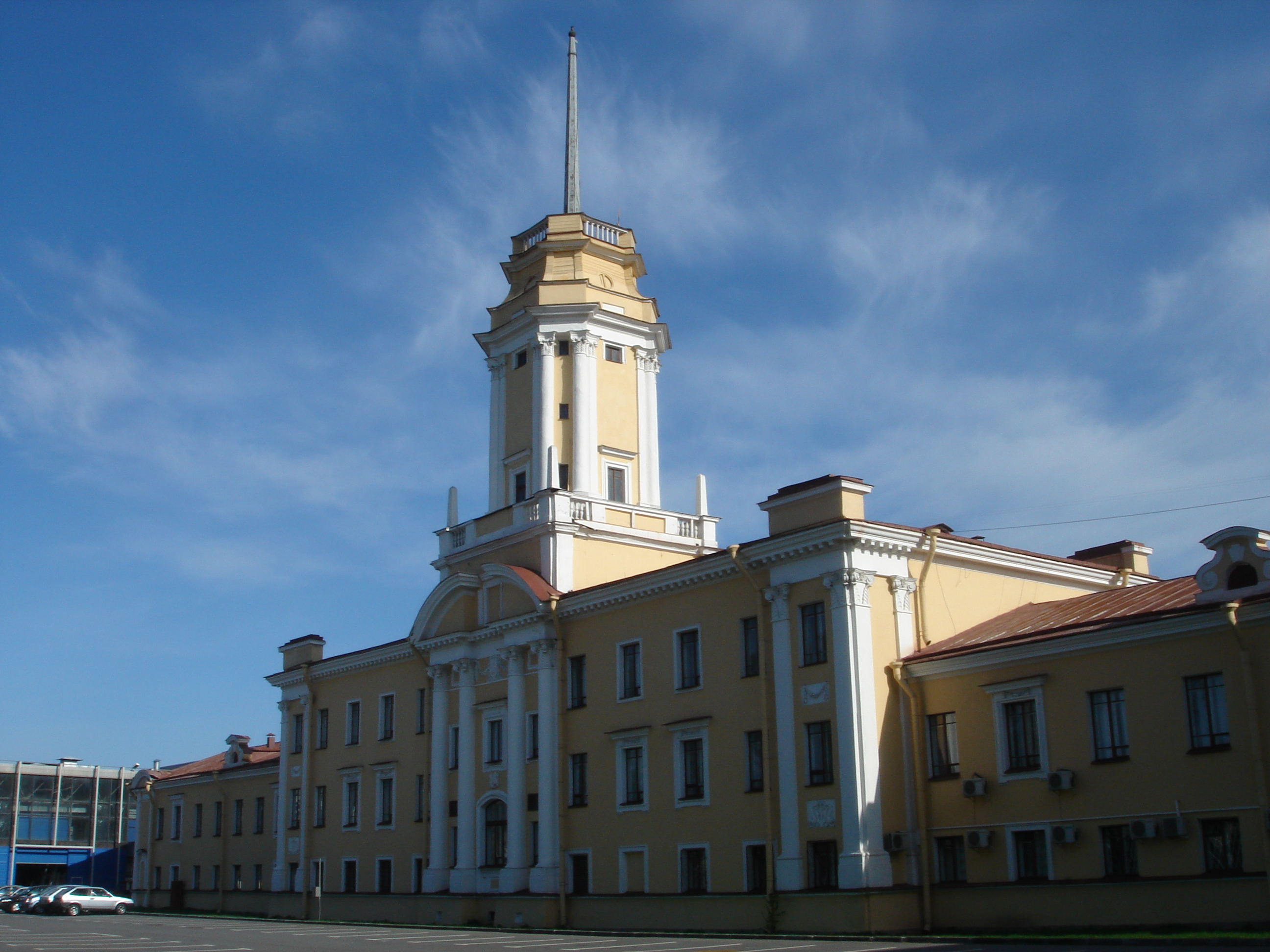
Павильон 9 в «Ленэкспо» — штаб форума

В соответствии с указом президента России, в 2008 году был образован организационный комитет форума, а его состав затем утверждён приказом Минэкономразвития России. Впоследствии в состав оргкомитета вносились изменения в связи с переходом участников на другие должности.
Традиционно состав оргкомитета включает представителей различных министерств, ведомств и организаций, имеющих отношение к организации ПМЭФ (например, МИД России для визовой поддержки, ФСО для обеспечения безопасности и т. п.), либо принимавших участие в создании и развитии форума, а также директора фонда «Петербургский международный экономический форум».
Заседания оргкомитета проводятся нерегулярно, около 2—3 раз за время подготовки к очередному форуму. На оргкомитете утверждаются ключевые решения, которые впоследствии будут исполняться ведомствами и фондом «ПМЭФ».
Изначально председателем оргкомитета являлся Министр экономического развития Российской Федерации (по должности), однако в ноябре 2014 года президентом РФ было подписано два указа об организационном комитете. С этого момента председатель оргкомитета назначается президентом РФ, и первым назначенным председателем стал вице-премьер — руководитель аппарата правительства Сергей Приходько.

### Председатели организационного комитета ПМЭФ
| Занимаемая должность                                                                                                   | Имя, фамилия        | Фотография | Дата начала председательства | Дата завершения председательства | Срок (дни) | Пр.     |
| Председатель Центрального банка РФ                                                                                     | Эльвира Набиуллина  |            | 22 января 2008               | 21 мая 2012                      | 1581       |         |
| Помощник президента Российской Федерации                                                                               | Андрей Белоусов     |            | 21 мая 2012                  | 24 июня 2013                     | 512        |         |
| Первый заместитель Руководителя Аппарата Правительства Российской Федерации                                            | Сергей Приходько    |            | 18 ноября 2014               | 23 декабря 2018                  | 1496       | [ 129 ] |
| Заместитель председателя Правительства Российской Федерации — Руководитель Аппарата Правительства Российской Федерации | Константин Чуйченко |            | 24 декабря 2018              | наст. время                      | 2429       | [ 130 ] |

### Фонд «Росконгресс» (до переименования — Фонд «Петербургский международный экономический форум»)
Фонд «Петербургский международный экономический форум» (сокращённо — фонд «ПМЭФ») образован в марте 2007 года для организации и проведения форума. В открытых источниках нет информации о связанности фонда «ПМЭФ» и создававшегося в 1998 году «Международного фонда „Петербургский экономический форум“». Формальные задачи фонда:
- организация ПМЭФ и других экономических форумов, круглых столов, конференций, семинаров, деловых встреч, презентаций и выставок;
- повышение эффективности реализации экономической политики России;
- улучшение международного имиджа России;
- формирование условий для эффективного международного взаимодействия между деловыми и политическими элитами.

Первым директором фонда «ПМЭФ» был Антон Троянов. В апреле 2009 года руководителем фонда был назначен Александр Стуглев, занимавший должность заместителя директора и отвечавшего за работу с участниками.
До 2011 года офис фонда «ПМЭФ» располагался в павильоне 9 «Ленэкспо», в здании научно-исследовательского и проектно-конструкторского института по развитию и эксплуатации флота «Гипрорыбфлот». В 2011 году в павильоне 9 остались только некоторые службы, занимающие 2-й этаж, а основная команда фонда переехала в новое здание — в бизнес-центр Baltis Plaza, расположенный вблизи «Ленэкспо» на Васильевском острове. В дни проведения форумов павильон 9 становится оперативным штабом.
В структуре фонда существуют все необходимые службы для организации мероприятий: аккредитация, техническая, финансовая, юридическая, по работе с временным персоналом и т. п. В связи с этим фонд стал принимать участие в организации других мероприятий, не связанных с Петербургским международным экономическим форумом.
В 2011 году фонд «ПМЭФ» определён единственным исполнителем государственных заказов на оказание комплекса услуг по организации и проведению мероприятий, связанных с обеспечением председательства России в форуме «Азиатско-тихоокеанское экономическое сотрудничество», за исключением проведения саммита в рамках форума.
4 декабря 2015 года Фонд «Петербургский международный экономический форум» переименован в Фонд «Росконгресс».

### Площадка форума

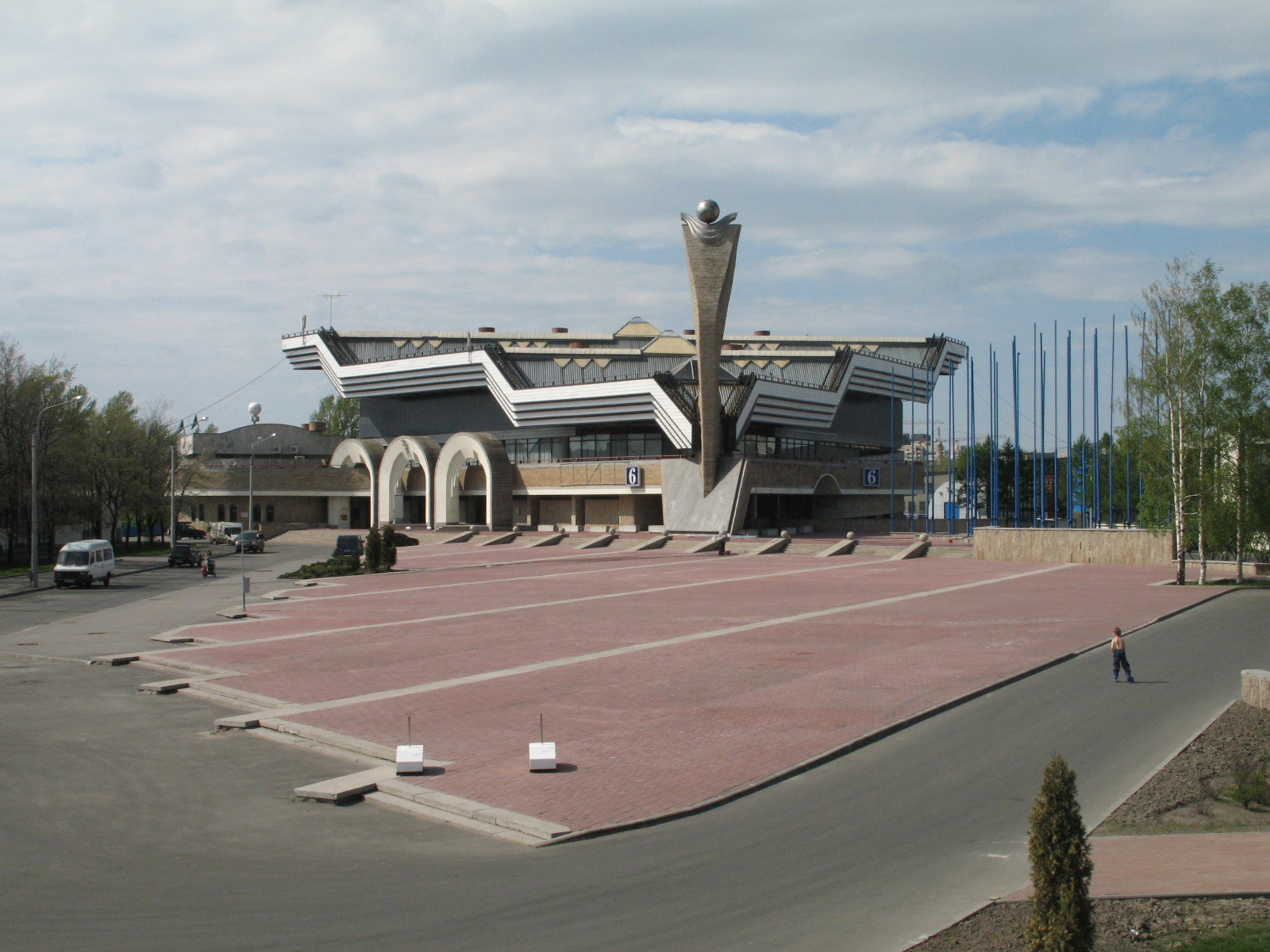
Павильон 6 «Ленэкспо» — пресс-центр форума

C 2006 года форум проводится на территории выставочного комплекса «Ленэкспо», расположенного на Васильевском острове Санкт-Петербурга (59°55′50″ с. ш. 30°14′00″ в. д.). В 2007 году, за несколько месяцев до проведения XI ПМЭФ, был построен новый павильон 8а, в котором стали проводиться пленарные заседания форума.

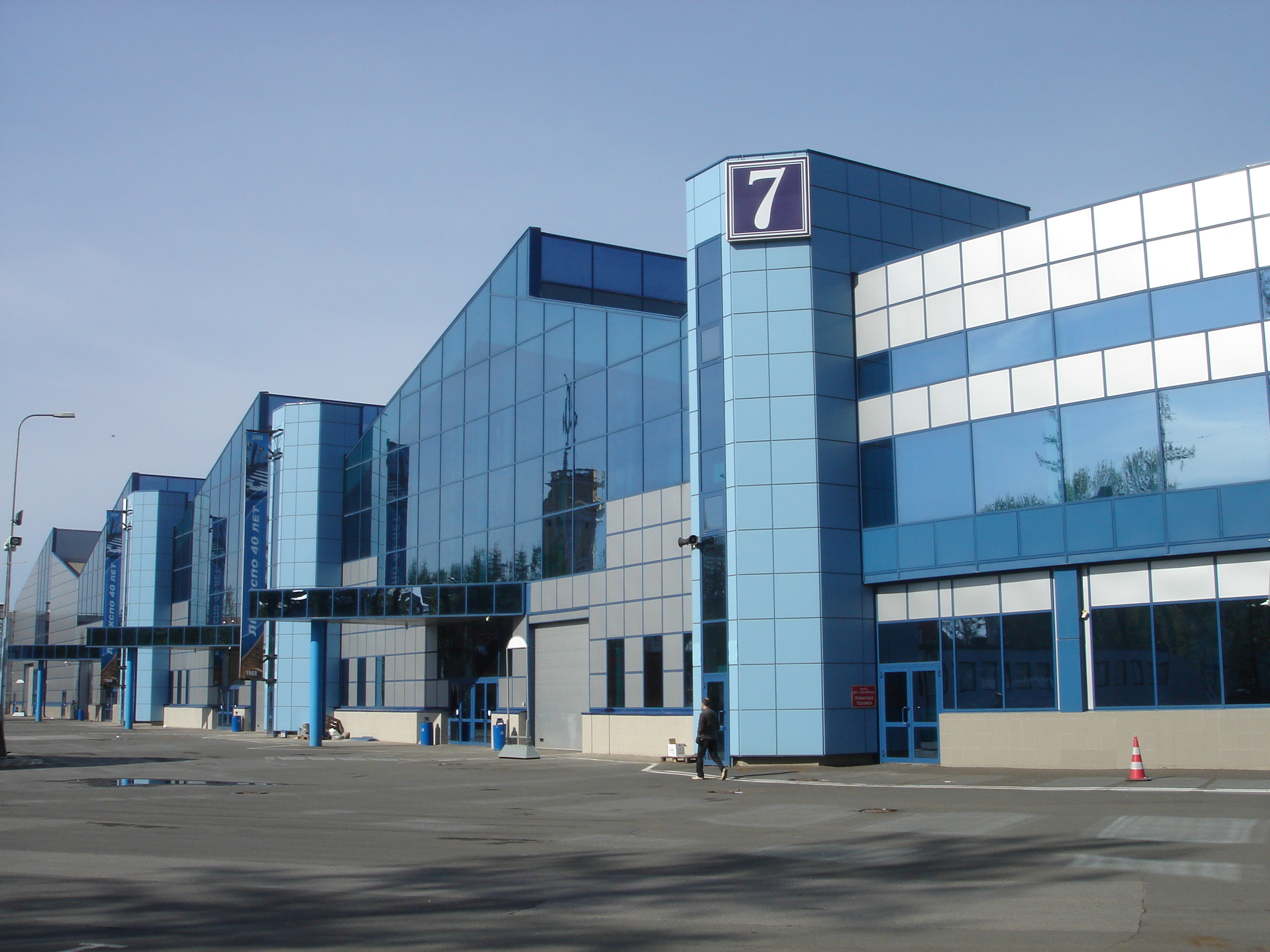
Павильон 7 «Ленэкспо»

Большинство внешних и внутренних помещений форума являются временными и строятся к форуму, а после его окончания демонтируются.
Ежегодное распределение павильонов «Ленэкспо» для форума с 2007 года:
- Павильон 3 — открытое кафе и зал для проведения мероприятий;
- Павильон 4 — на первом этаже зона аккредитации, на втором этаже — кафе, три зала для мероприятий;
- Павильон 5 — ресторанная зона, а также залы для мероприятий;
- Павильон 6 — пресс-центр;
- Павильон 7 — выставочная площадка для спонсоров и партнёров форума;
- Павильон 8 — залы для мероприятий;
- Павильон 8А — зал для проведения пленарных заседаний, вместимостью до 2800 человек[133].

На уличной территории «Ленэкспо» возводятся временные павильоны партнёров, в которых проходят мероприятия программы, презентации, культурные события.
С 2016 года ПМЭФ проводится на новой площадке, в конгрессно-выставочном центре «Экспофорум» на Пулковских высотах.

### Транспортное обеспечение форума
Начиная с 2007 года в числе официальных партнёров форума присутствует один из крупнейших мировых автопроизводителей, предоставляющий свыше 200 новых автомобилей представительского класса для обслуживания участников. Как правило, на бортах таких машин размещаются эмблемы форума. Впоследствии использовавшиеся автомобили реализуются дистрибьюторами со скидками.
Официальные автомобили ПМЭФ:
- 2007 год (XI ПМЭФ) — Audi[137];
- 2008 год (XII ПМЭФ) — BMW[137];
- с 2009 года — Mercedes-Benz[138][139][140], в 2012 году было предоставлено 300 автомобилей[136], в 2013, 2014 и 2015 годах — 350[141][142][143]. В 2015 году из 350 автомобилей 100 — Mercedes-Maybach.

### Проживание участников форума
Традиционно одной из ключевых проблем при организации ПМЭФ является нехватка и высокая стоимость гостиничных номеров повышенной комфортности в Санкт-Петербурге. В 2012 году для гостей форума было забронировано 1450 номеров в 19 гостиницах (на 15 % больше, чем в 2011 году), включая 586 номеров в отелях высшей категории.
К слову, в 2007 году президент Mirax Group Сергей Полонский на круглом столе «Первоклассный сервис как конкурентное преимущество», проходившем в рамках ПМЭФ, устроил демарш против высоких цен за проживание в гостиницах Петербурга. Во время своего выступления он продемонстрировал увеличенную копию чека из «Гранд Отель Европа» с итоговой суммой в 571 тысячу 600 рублей. Высота полотна была практически равна росту Сергея Полонского, а в длину развернуть его помогал Евгений Чичваркин.
В 2014 году стоимость номеров во многих гостиницах в дни форума была в 4 раза выше, чем в другие дни. При этом многие гостиницы выставляли только пакетные предложения, то есть номер можно забронировать минимум на 3 или 4 дня. При этом Федеральная антимонопольная служба отказалась от проведения антимонопольных расследований, в связи с проигрышем подобных дел в прошлом.

### Культурная программа

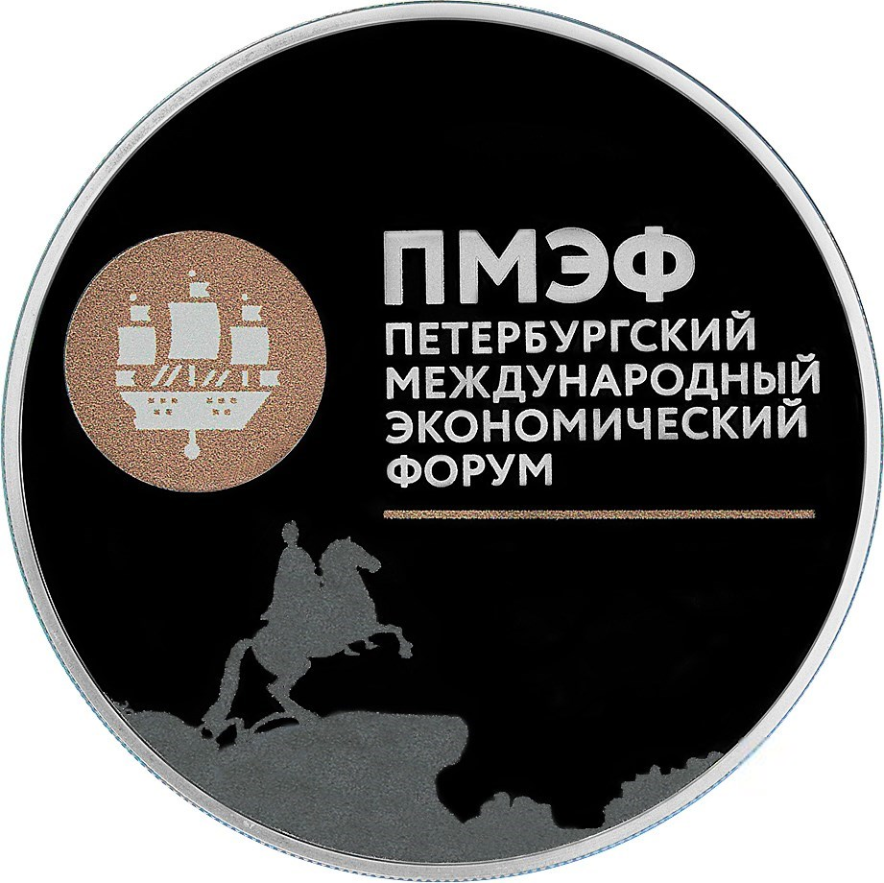
Памятная монета Банка России

С 2007 года организаторы стали уделять большое внимание неделовой части программы — культурным мероприятиям, проходящим под эгидой форума. По некоторым данным, первоначально она создавалась для развлечения сопровождающих лиц (в первую очередь жён) участников форума, не посещающих «круглые столы», но впоследствии культурная программа стала частью основной программы ПМЭФ.
Большинство мероприятий культурной программы форума проводятся только для участников. Программа верстается ежегодно, поэтому многие события не повторяются, кроме ставших уже традиционными закрытых торжественных приёмов губернатора и оргкомитета.
Вместе с тем, чтобы подчеркнуть общественное значение форума, традиционно с 2007 года на Дворцовой площади проводятся открытые концерты с участием известнейших зарубежных артистов.
Концерты на Дворцовой площади в рамках ПМЭФ:
- 2007 год — концерт групп Scorpions и Robin Gibb Of The Bee Gees в сопровождении симфонического оркестра и хора Мариинского театра под руководством Валерия Гергиева.
- 2008 год — шоу Роджера Уотерса[147].
- 2009 год — выступление британской группы Duran Duran и американской поп-певицы Anastacia[148].
- 2010 год — концерт британской электронной группы Faithless с новым альбомом The Dance[149][150].
- 2011 год — выступление британского рок-музыканта и актёра Стинга[151].
- 2012 год — Дмитрий Хворостовский, Суми Йо и 12-летняя Джеки Иванко в совместном концерте «Букет оперы»[152].
- 2013 год — концерт «Торжество классики», на котором квартет Il Divo и итальянский ансамбль Le Div4s выступали в сопровождении Государственного симфонического оркестра Санкт-Петербурга[153].

В 2014 году на Дворцовой площади не организовывалось концерта, приуроченного к форуму. Вместо этого было проведено благотворительное шоу в Ледовом дворце с участием звезд мирового фигурного катания и призёров зимних Олимпийских игр в Сочи. В 2015 году также не было организовано бесплатного концерта для жителей города.

## Критика
Для определённой группы горожан, и в первую очередь для жителей западной части Васильевского острова, проведение форума создаёт неудобства. По данным СМИ, в дни форума им необходимо предъявлять паспорт со штампом о регистрации по месту жительства, чтобы пройти домой. За 4 года число людей, негативно оценивающих последствия форума в Петербурге, увеличилось. Показатель 2012 года — около 13 %. В 2008 году — 8 %. При этом, если в 2006 году о проведении экономического форума знало 80 % петербуржцев, то к 2012 году об этом событии осведомлены лишь 55 %.
Согласно статье газеты «Ведомости» ПМЭФ 2019 «наглядно показал, почему не развивается экономика. Это был форум недоверия, форум, на котором говорили о страхе».
После вторжения России на Украину ПМЭФ значительно потерял свою представительность.
На ПМЭФ 2022 г. иностранные государства прислали в основном второстепенных лиц. По мнению наблюдателей, наиболее яркими было участие главы ДНР Дениса Пушилина и его слова о сроках расстрела британских военнослужащих, осужденных в ДНР, а также присутствие делегации террористической организации Талибан и заявление президента Казахстана об отказе признавать существование ДНР и ЛНР.
На ПМЭФ 2023 г. не был аккредитован ни один журналист из стран Запада. Проводились сессии с участием Миши Маваши, который высказал недовольство «засильем мигрантов». Владимир Мединский участвовал в сессии, говоря о фальсификации истории. Владимир Путин на пленарном заседании пригрозил использованием ядерного оружия. Один из бывших участников форума описал газете The Guardian приглашение на форум как «совершенно токсичное» и сравнил его с предложением присоединиться к ежегодному воссоединению «Спектра», преступной организации, которой руководит заклятый враг Джеймса Бонда Эрнст Блофельд.
Главными участниками ПМЭФ 2024 были делегации Зимбабве, Омана и Боливии, а также представители террористического движения «Талибан». Самым высокопоставленным иностранным гостем на ПМЭФ 2025 стал президент Индонезии Правобо Субианто. Также форум 2025 года проигнорировали ведущие российские бизнесмены, а также главы государственных компаний, из топ-50 российского рейтинга Forbes на форум приехали лишь шестеро. Ни одна из западных компаний участия в форуме не приняла.